# John Wentworth (Politiker)

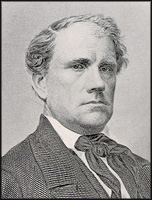
John Wentworth

John Wentworth (* 5. März 1815 in Sandwich, Carroll County, New Hampshire; † 16. Oktober 1888 in Chicago, Illinois) war ein US-amerikanischer Politiker.

## Leben
John Wentworth wurde 1815 in Sandwich geboren. Er besuchte das Dartmouth College in Hanover und graduierte dort 1836. Im selben Jahr zog Wentworth nach Chicago, wo er als Büroangestellter in einer Anwaltskanzlei arbeitete. Daneben war er Redakteur des Chicago Democrat und studierte Jura. 1841 wurde Wentworth in die Anwaltschaft aufgenommen.
Nachdem er vom 4. März 1843 bis zum 3. März 1851 und vom 4. März 1853 bis zum 3. März 1855 als Demokrat im US-Repräsentantenhaus den Bundesstaat Illinois vertreten hatte, wechselte er Ende der 1850er-Jahre zu den neugegründeten Republikanern. Als Mitglied dieser Partei war Wentworth von 1857 bis 1858 sowie erneut von 1860 bis 1861 Bürgermeister von Chicago. Nach einer weiteren Amtszeit im Kongress vom 4. März 1865 bis zum 3. März 1867 zog sich Wentworth aus der Politik zurück und wurde wieder als Anwalt tätig. Er starb am 16. Oktober 1888 im Alter von 73 Jahren und wurde auf dem Rosehill Cemetery im Norden Chicagos beigesetzt.